# Никодим из Сиро

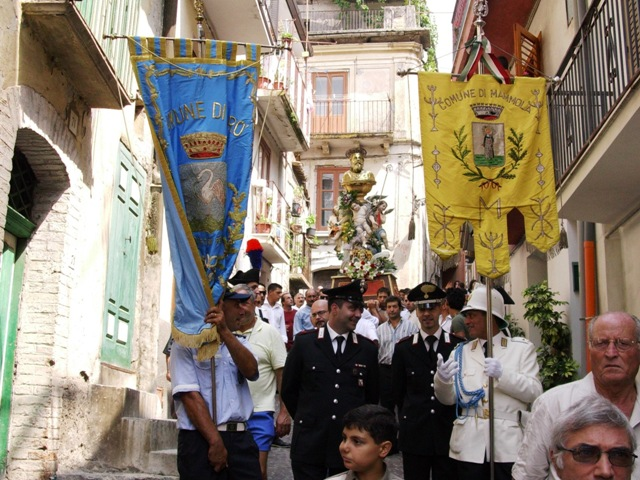
Шествие памяти св. Никодима, Маммола, первое воскресение сентября

Никодим из Сиро (900—990) — святой отшельник. Дни памяти — 12 марта ст. стиля, 12 мая (рождение), первое воскресение сентября (перенесение мощей в 1501 г из монастыря Келлерано в Маммола).
Святой Никодим из Сиро (San Nicodemo da Cirò) родился в первой половине X века, ок. 900 г. О точном месте его рождения идут споры — иногда его отождествляют с местом Ипсикрон (Ypsicron, нынешнее Сиро), или с городом Сикрон (Sikron), возможно, уничтоженным сарацинами в ходе рейдов эмира Хасана (950—952), упоминаемого в житиях многих греко-итальянских святых, находившимся в центре Турма дель Салине (Turma delle Saline), византийской административной единицы, отождествляемой ныне с Сикари (Sicari). После учёбы в Меркурионе (Mercurion), что на утёсах  Поллино он ушёл на гору Келлерано (Kellerano, Cellerano, ныне Сан-Никодимо), в коммуне Маммола (Mammola), где он умер в 990.

## Житие
Никодим вырос в Сикроне и с юных лет искал монашеской жизни. Но св. Фантино (Fantino), бывший также учителем святого Нила Россанского, нашёл его слишком хрупким для тягот монашеской жизни и отказал ему. Но в итоге он был признан собратьями за свою постоянную молитву, выходящую за рамки нормальных человеческих возможностей, и физические страдания.
Вынужденные бежать из-за непрерывных налётов сарацин, они нашли убежище на горе Келлерана, среди полностью дикой природы, но располагавшейся неподалёку от дороги, соединявшей Тирренское и Ионическое моря. Со временем, благодаря своей святости, они привлекли многих других подвижников и паломников, что привело к основанию монастыря.
Св. Фантино, перед тем, как отправиться в Грецию, пришёл повидаться с ними и обнаружил жизнь, полную аскезы. Св. Никодим умер в возрасте 90 лет,  замечательном для его времени.

## Галерея

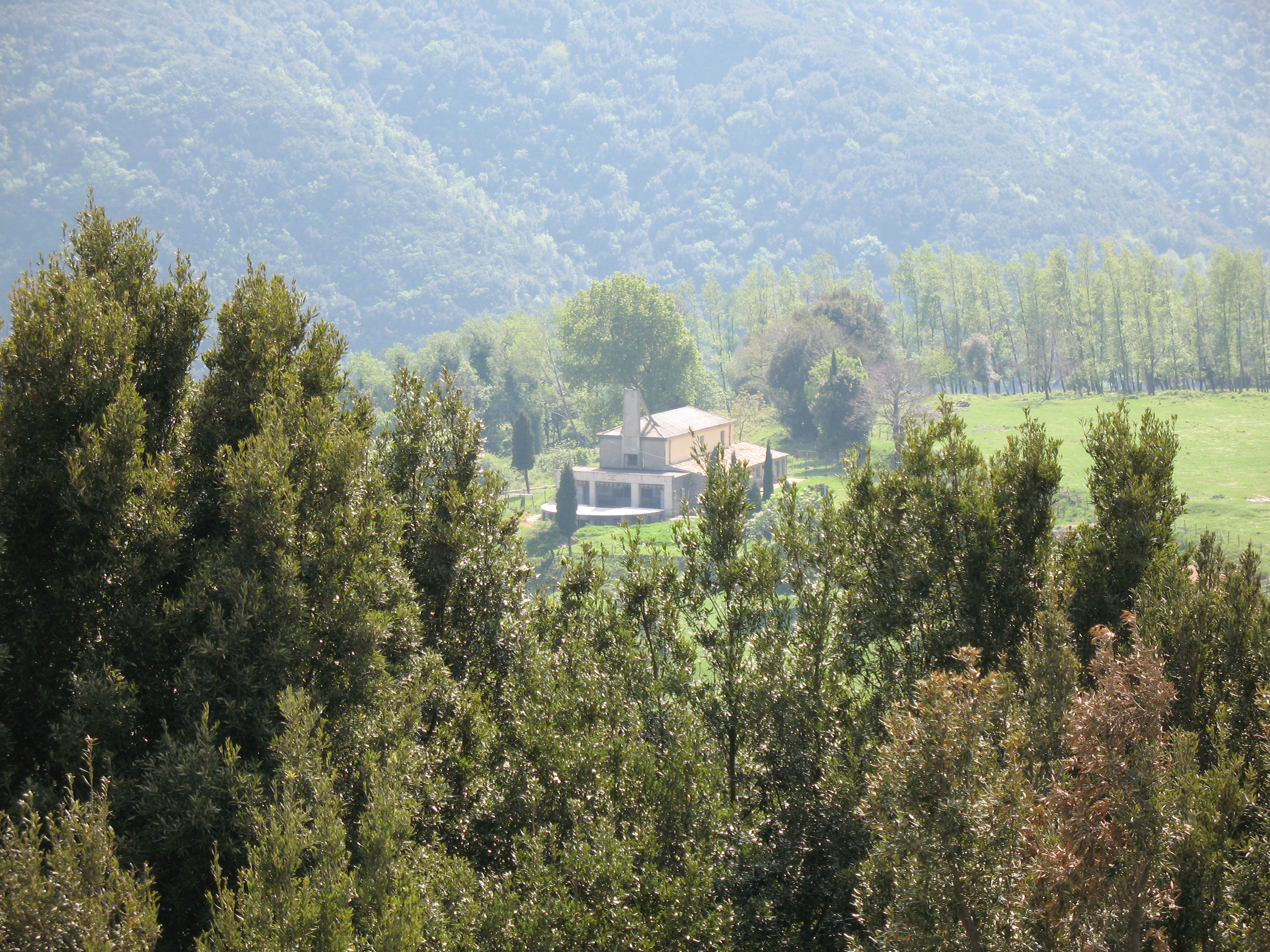
Санктуарий
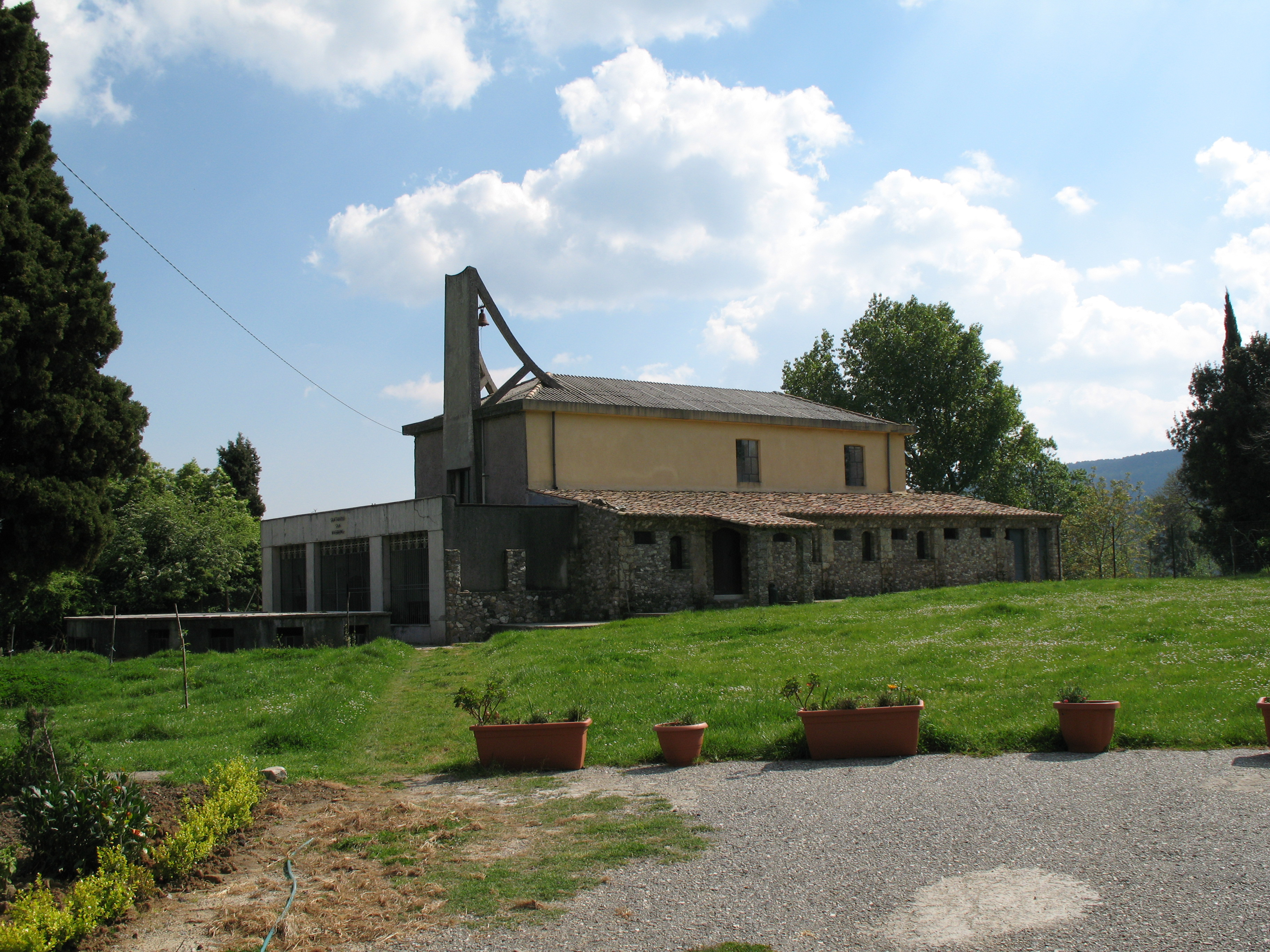
Санктуарий
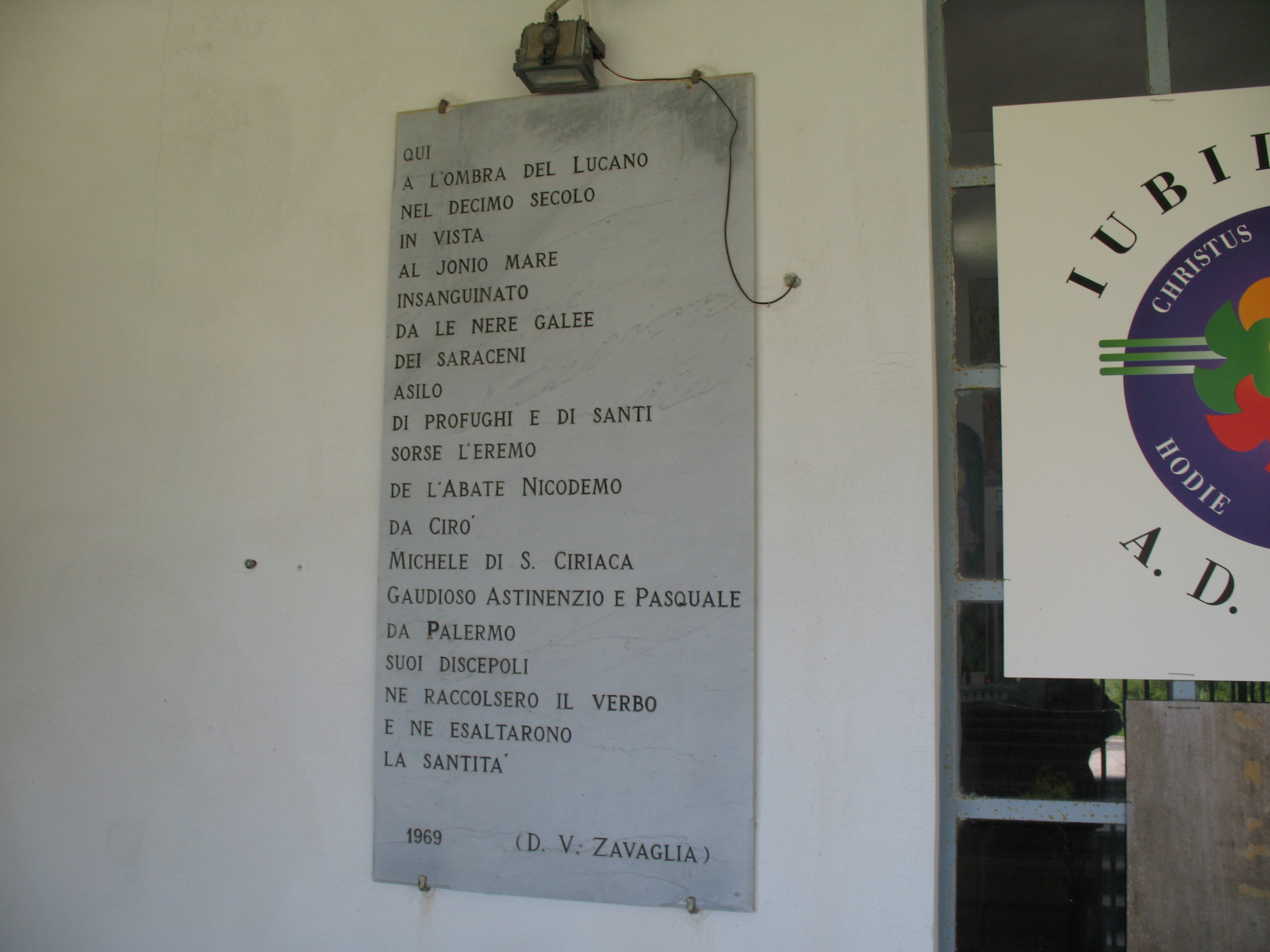
Благодарности
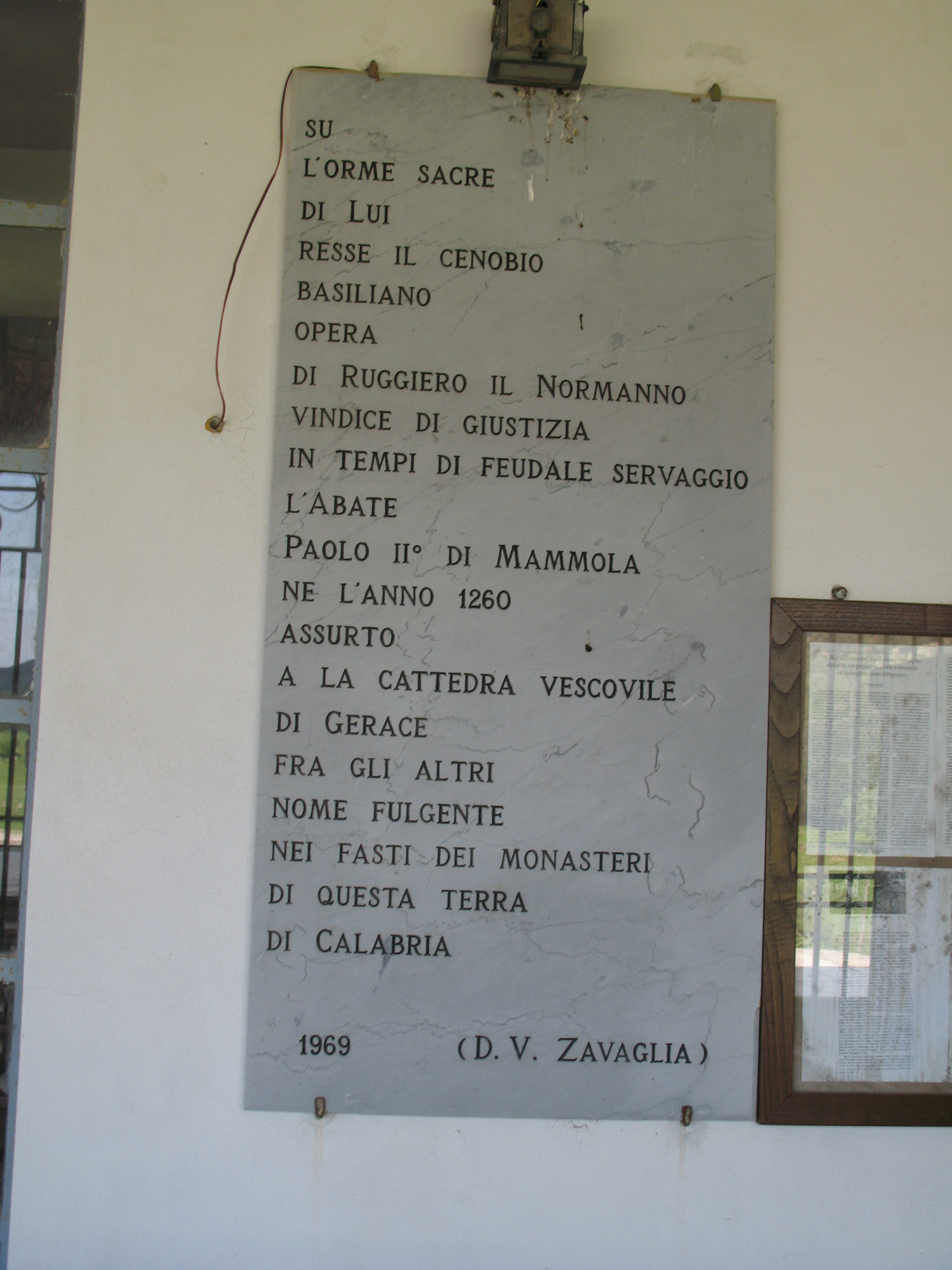
Благодарности
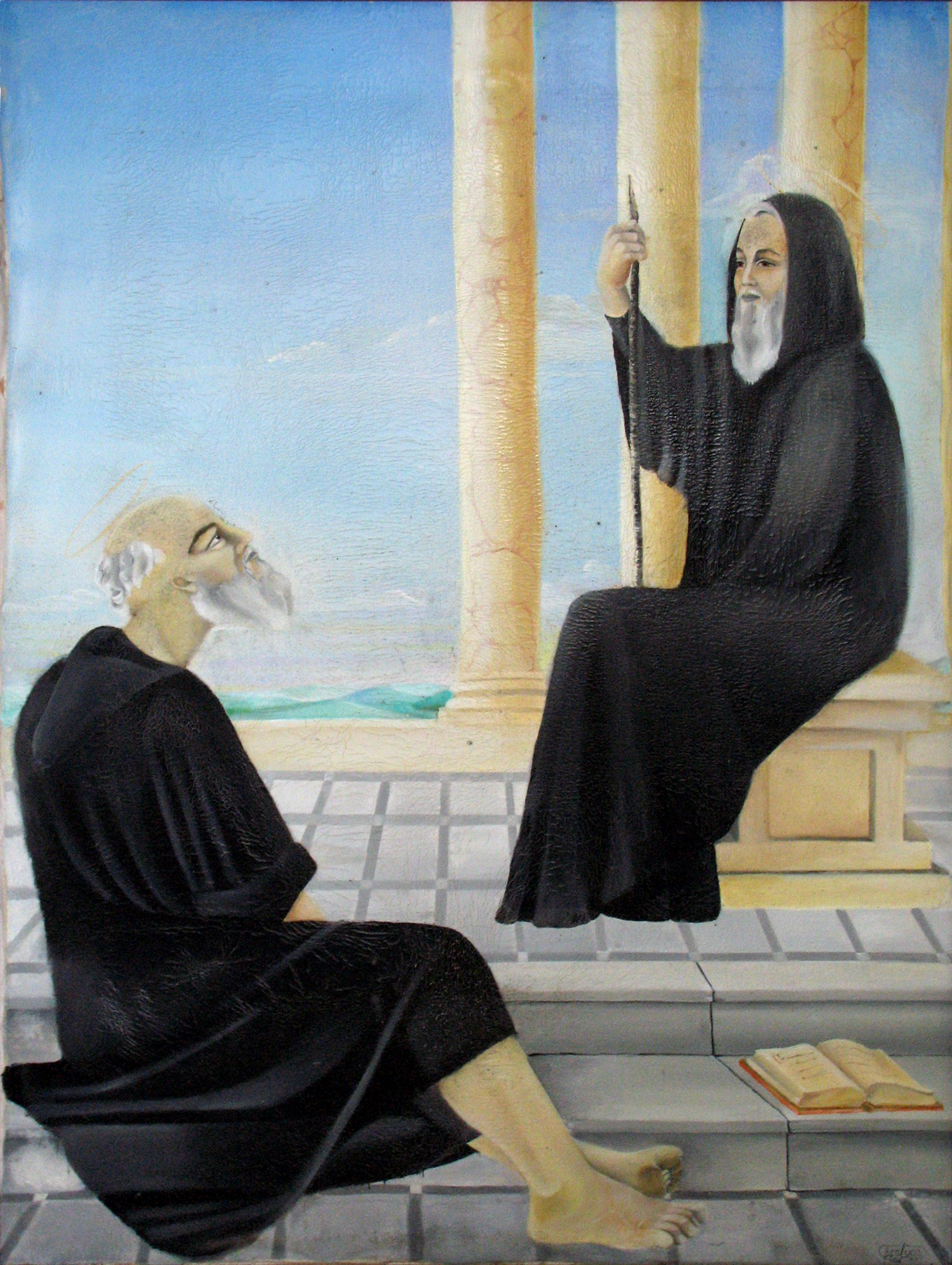
Изображение св. Фантина
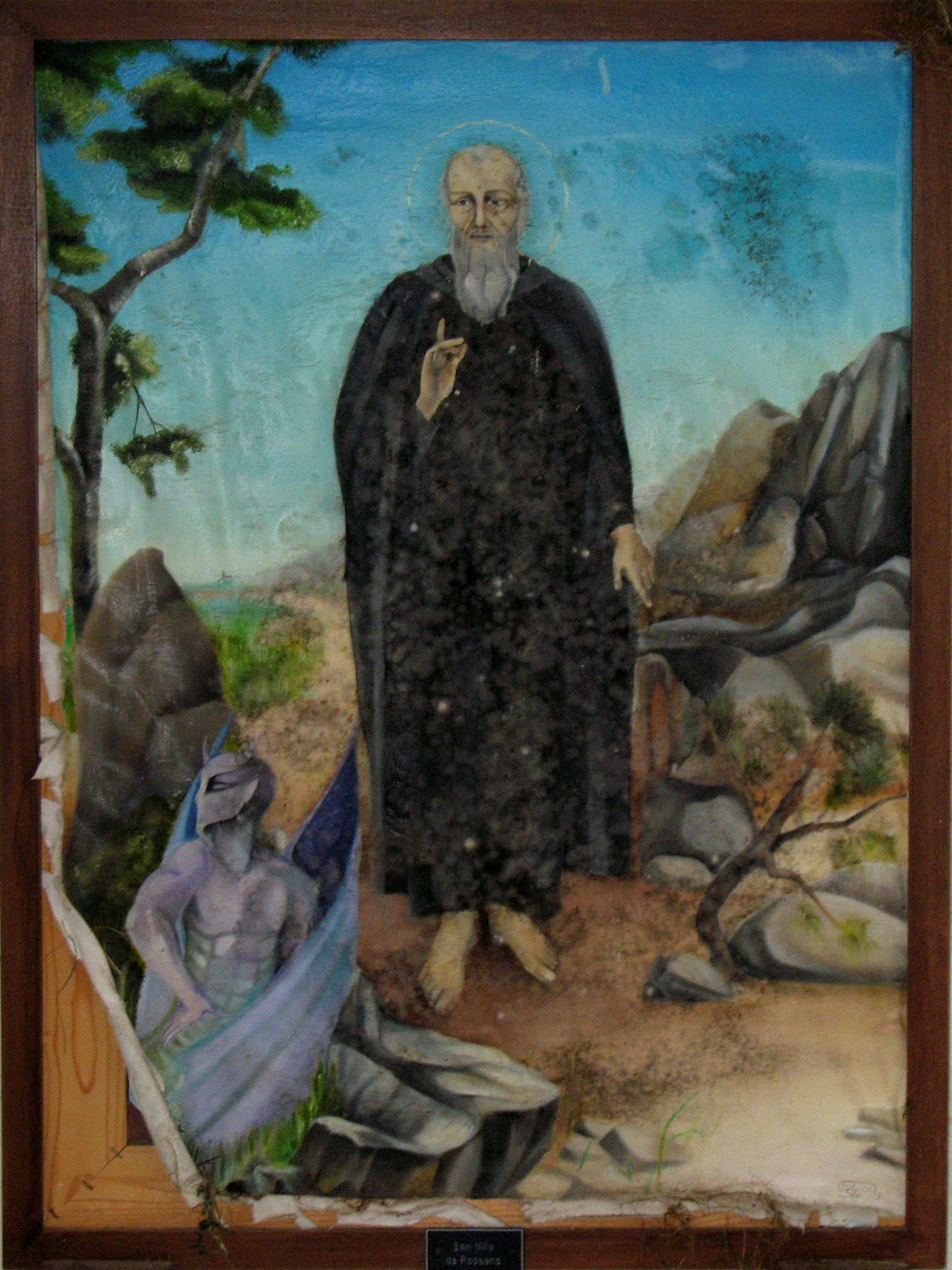
Изображение Нила Россанского
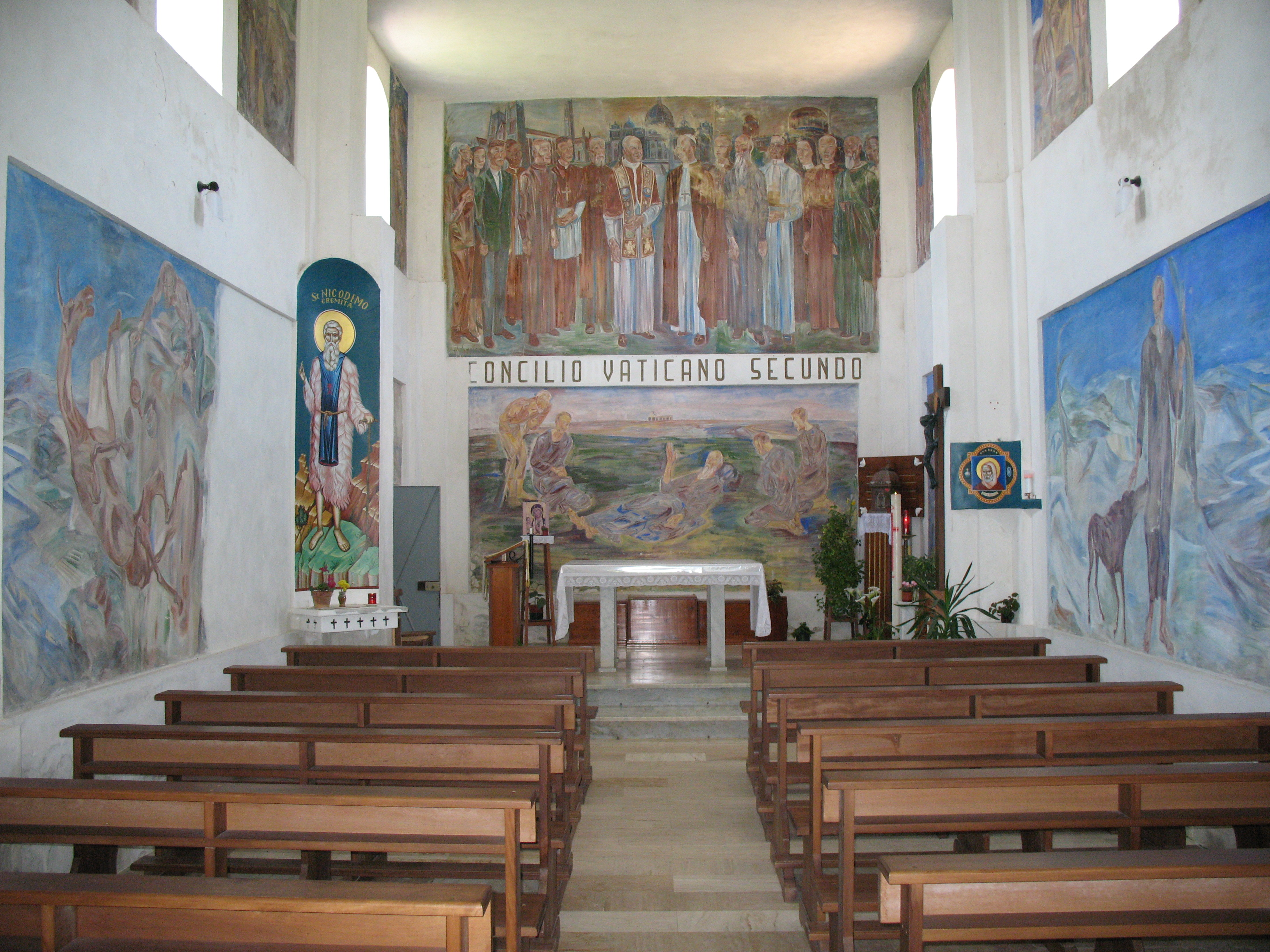
Внутри санктуария
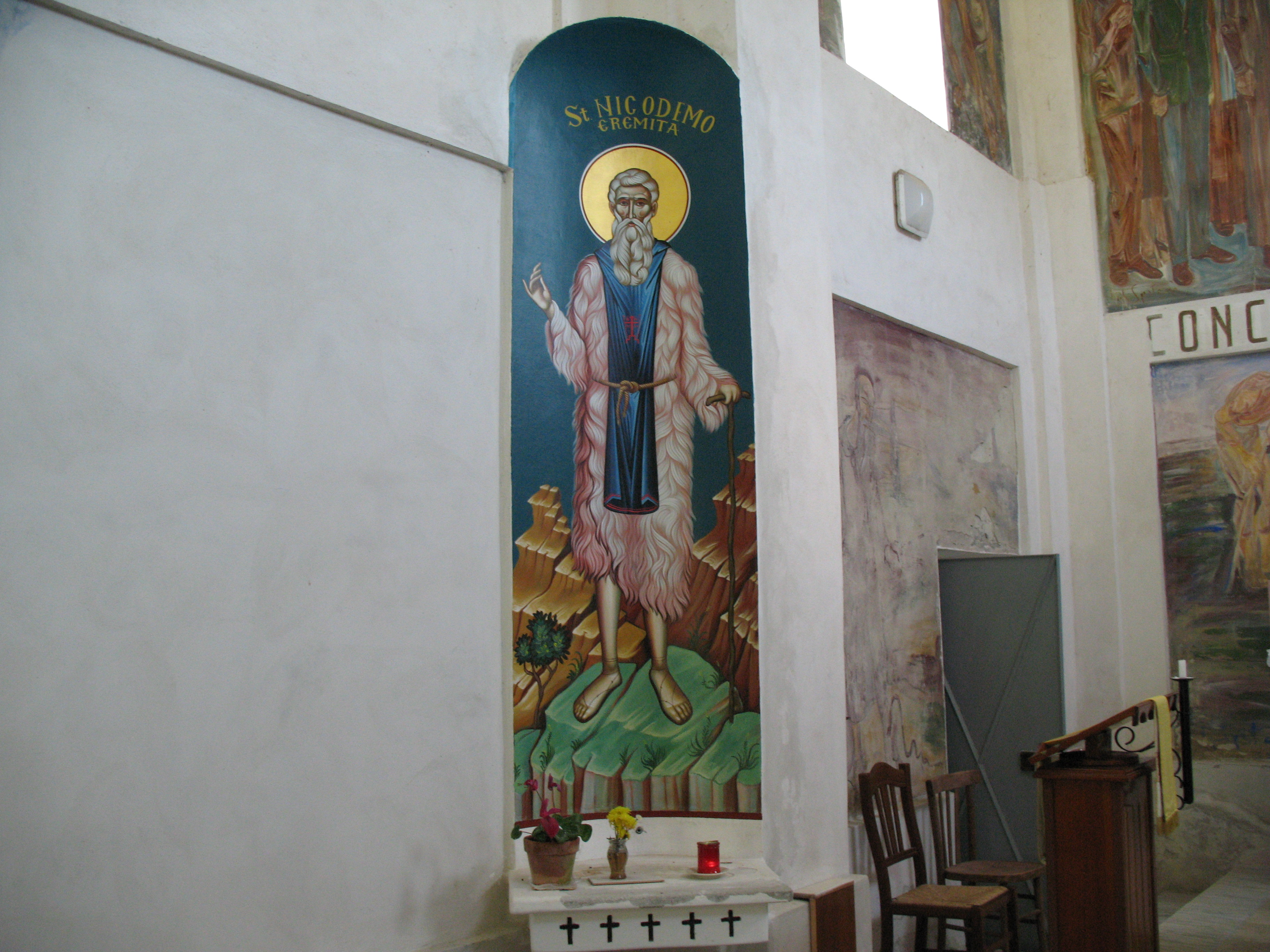
Образ св.Никодима
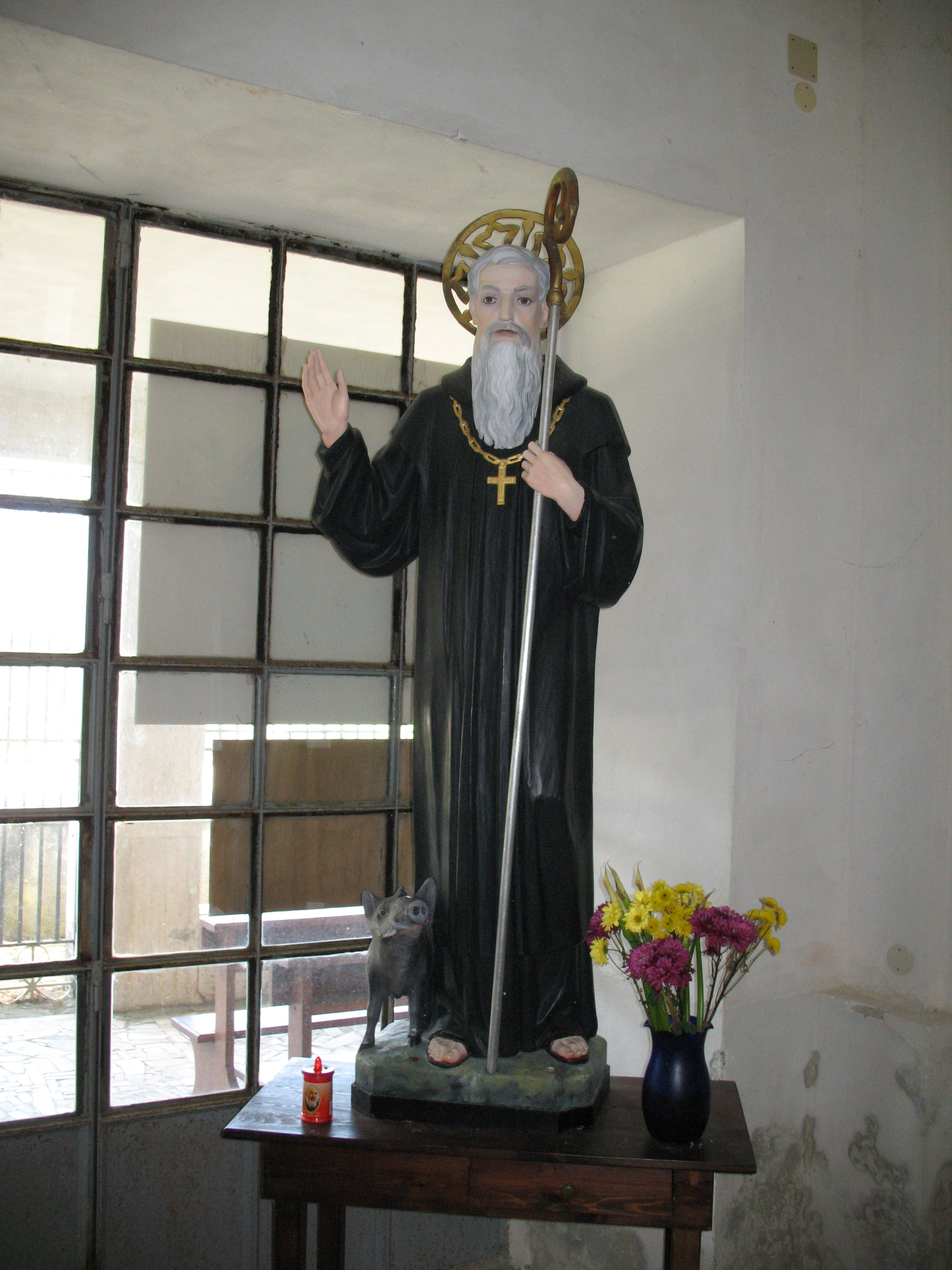
Статуя св. Никодима
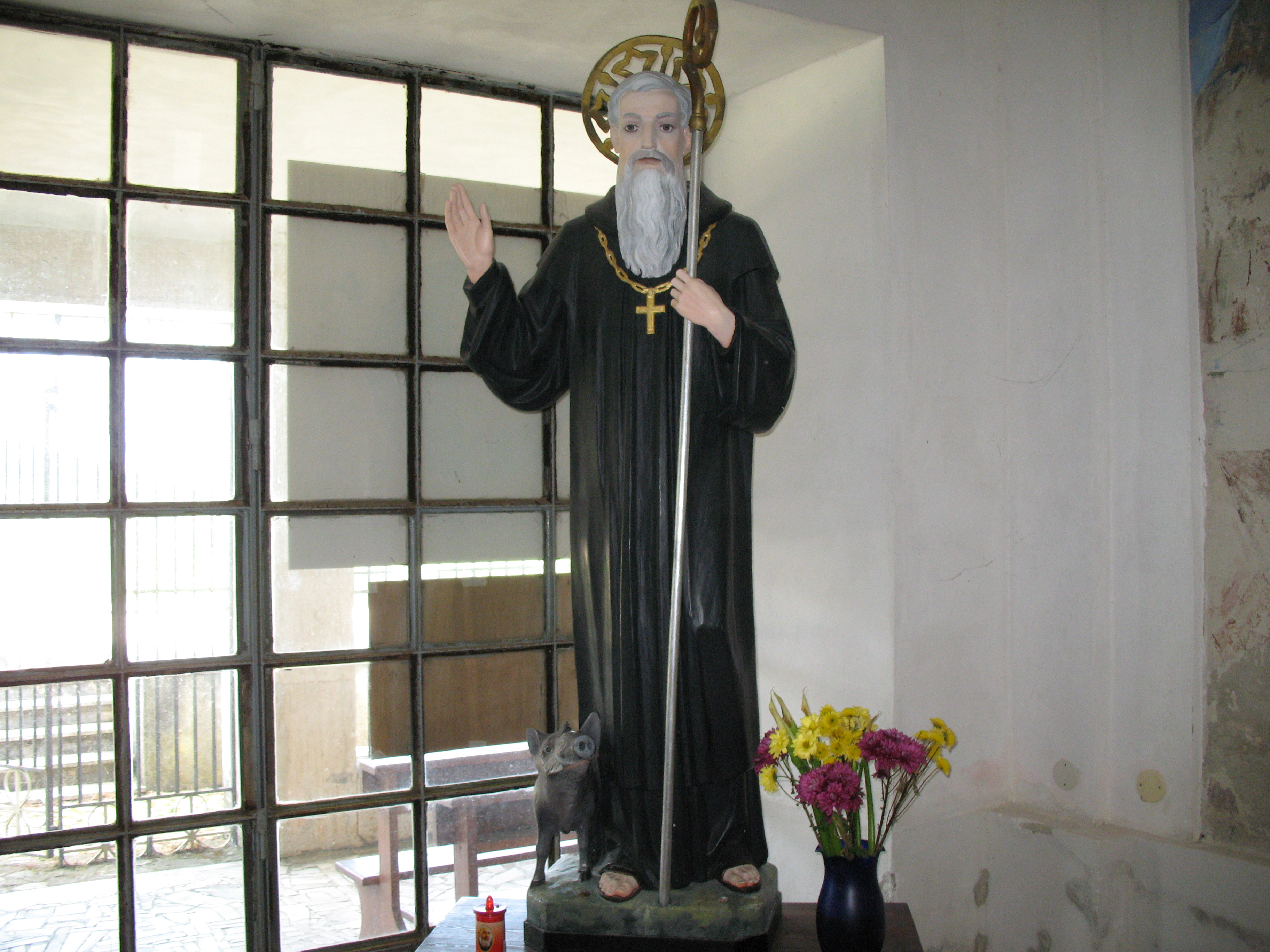
Статуя св. Никодима
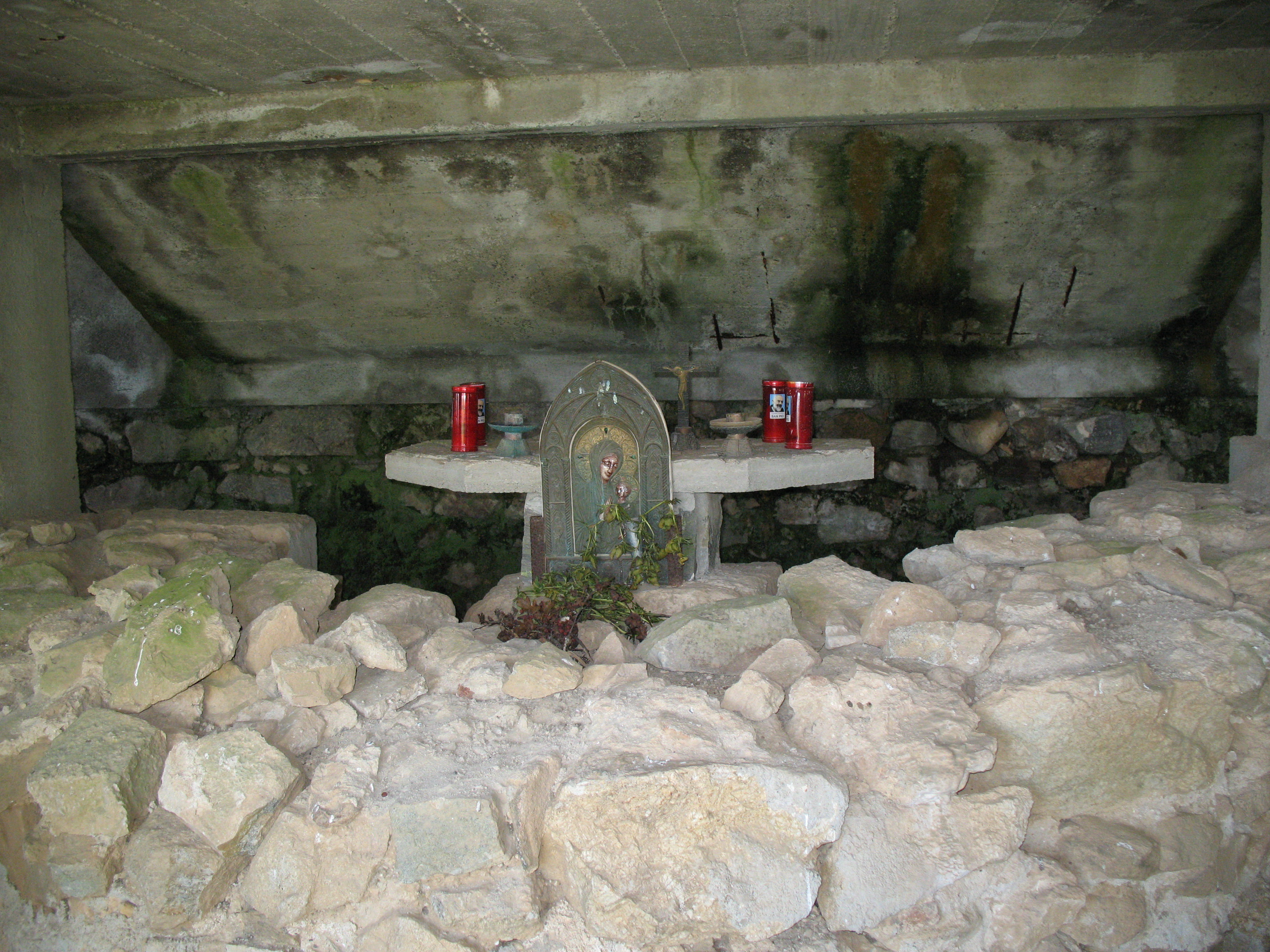
Остатки монастыре в Келлеране, X век
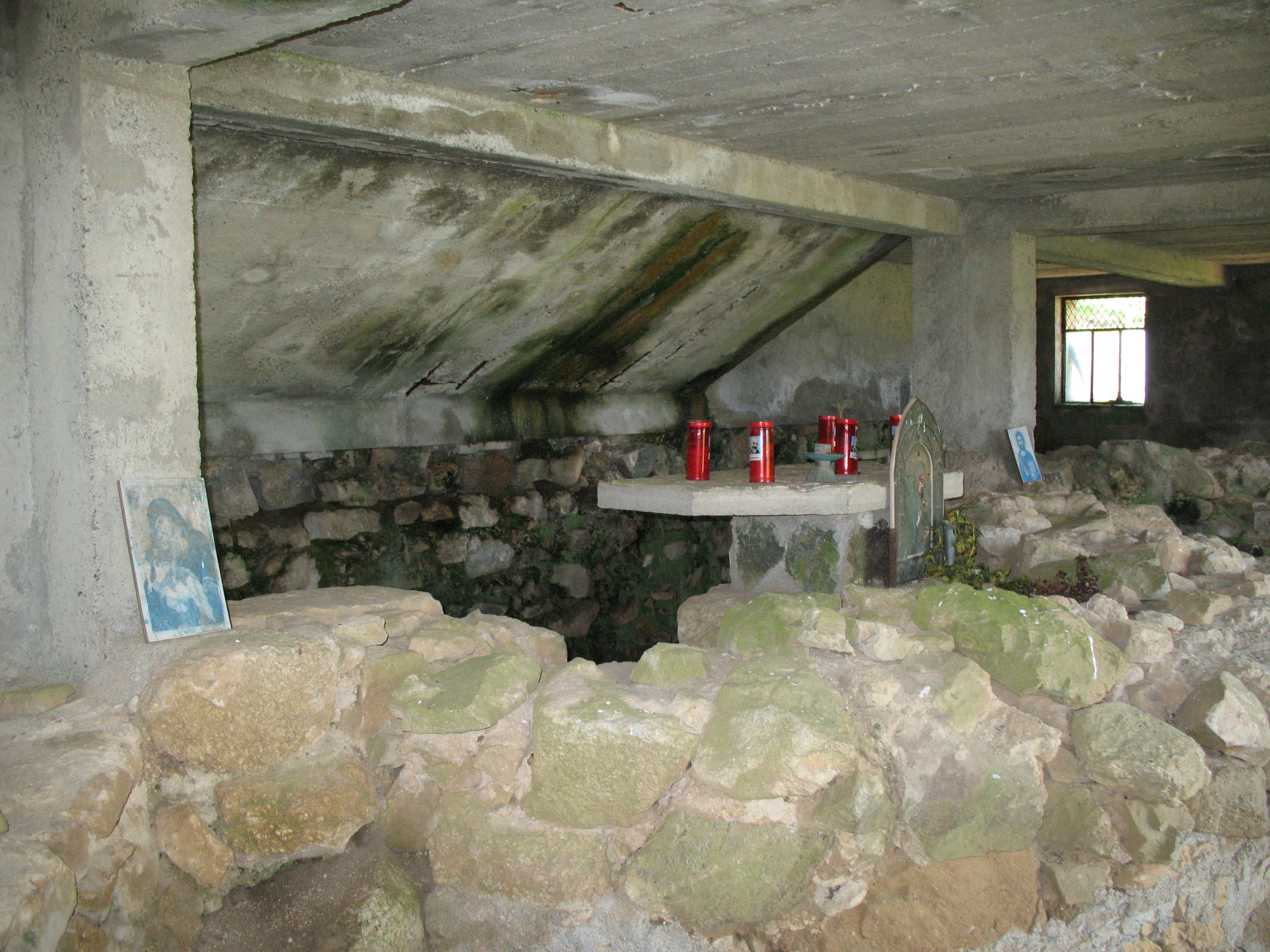
Остатки монастыре в Келлеране, X век
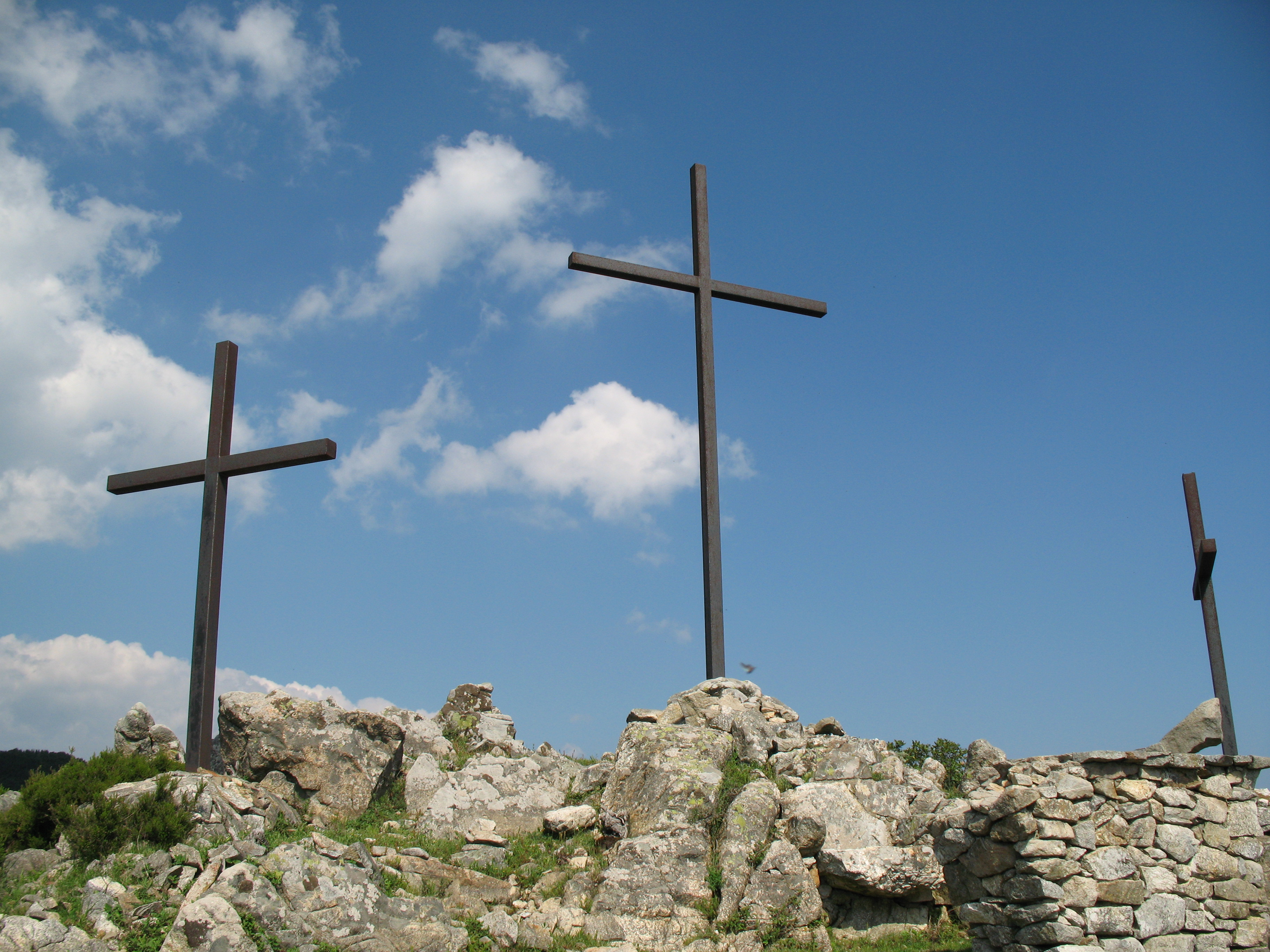
Три креста на склоне горы Келлерана, обращённые в сторону морей Тирренского и Ионического, а также в сторону Санктуария
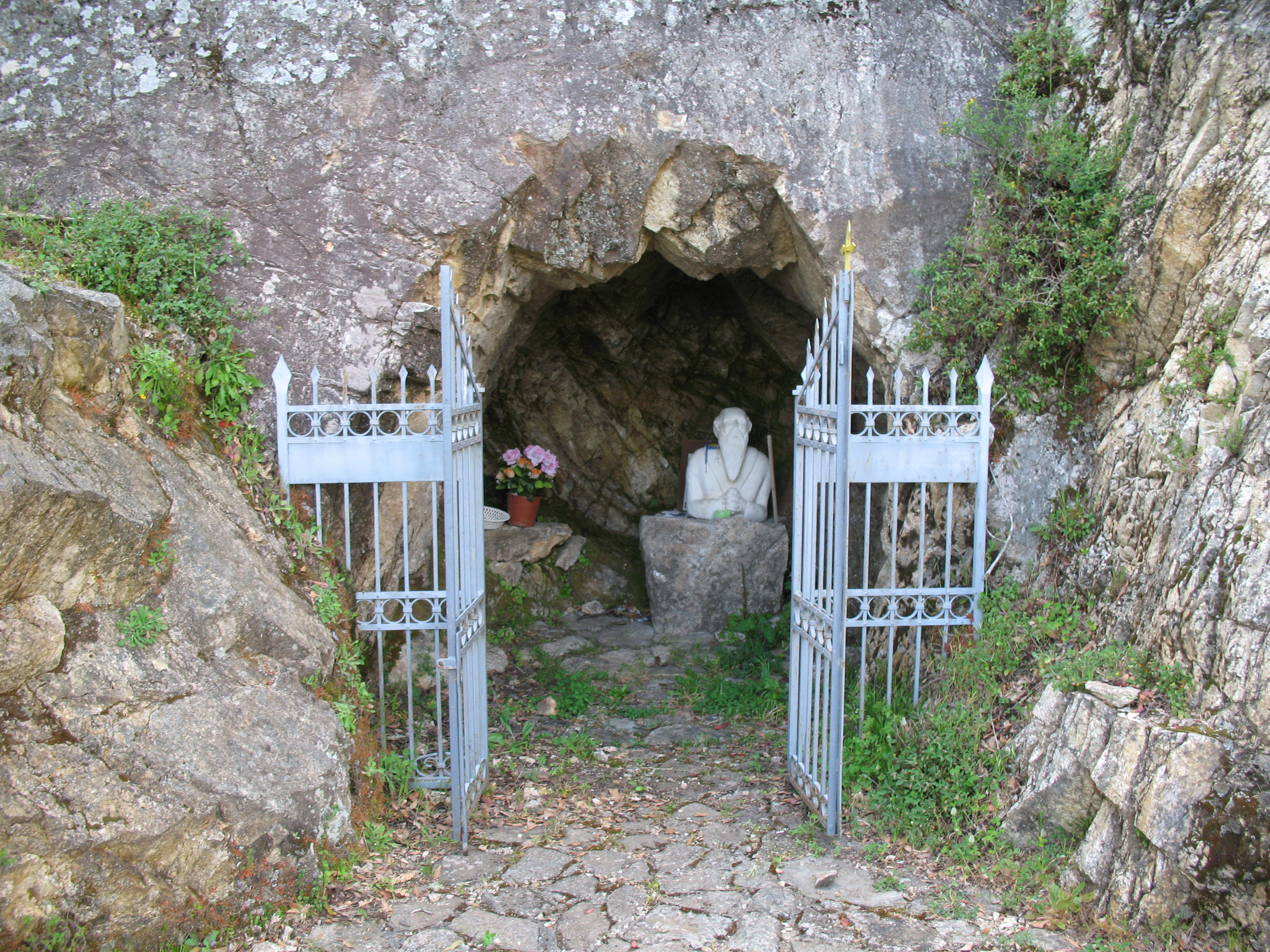
Пещера св. Фантина в Келлеране
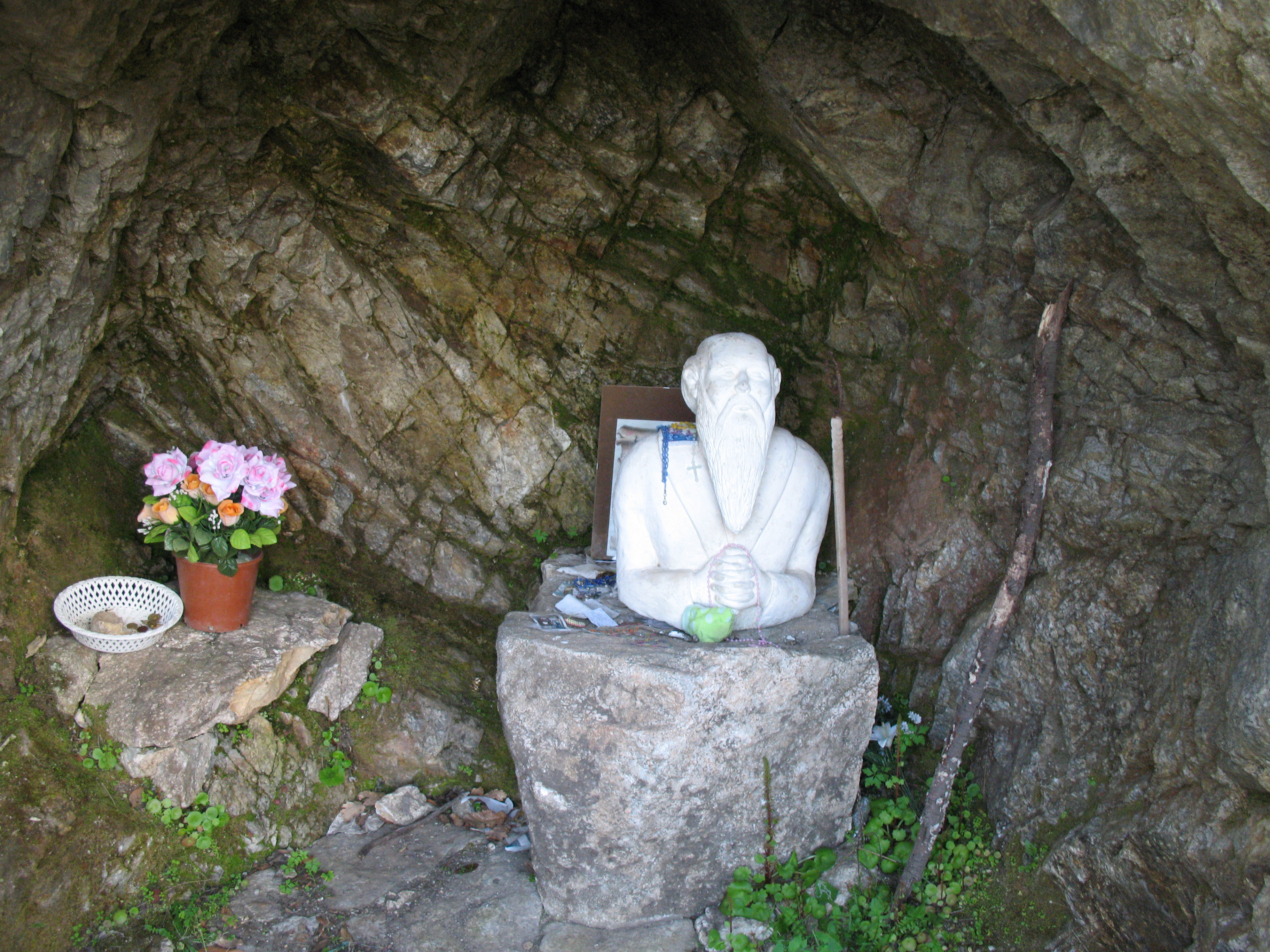
Пещера св. Фантина в Келлеране